# Xã Prairie, Quận Lincoln, Missouri
Xã Prairie (tiếng Anh: Prairie Township) là một xã thuộc quận Lincoln, tiểu bang Missouri, Hoa Kỳ. Năm 2010, dân số của xã này là 380 người.